# Mišelj vrh
Mišelj vrh (2350 m) je gora v osrčju Triglavskega narodnega parka. Vzpenja se precej visoko nad Velsko in Mišeljsko dolino. Preko zahodnega grebena je povezan z Mišeljskim Koncem (2484 m). Edini lažji pristop nanj vodi s Planine Pod Mišelj vrhom preko južnega pobočja na greben zahodno od vrha in po grebenu na sam vrh.

## Dostop
- 3h: od Vodnikovega doma na Velem polju (1817 m), mimo Planine Pod Mišelj vrhom (1645 m)

## Prehodi
- 2h: grebensko prečenje Mišelj vrh - Mišeljski konec,
  - 1½h: sestop do Tržaške koče na Doliču (2152 m)
  - 3h: sestop skozi Velsko ali Mišeljsko dolino do Vodnikovega doma na Velem polju.